# Jérémy Ganneval
Jérémy Ganneval, parfois dit Jéjé, est un animateur et auteur de télévision français.

## Carrière
Il débute en 1996 sur Canal J, puis travaille pour AB1 et TMC. Il y coprésente notamment l'émission Récré Kids, qui reprend les dessins-animés du défunt Club Dorothée et existe de 1993 à 2002, Jérémy n'étant présent que de septembre 2000 à décembre 2002.
En 2003, il est nommé présentateur de KD2A. L'émission est alors très populaire auprès des jeunes car France 2 est encore l'une des seules chaînes hertziennes à proposer des émissions pour les adolescents. Il réalise l'écriture et l'animation de tous les lancements, mais décrira plus tard cette expérience comme « l'arnaque totale ». 
En 2005, il cède le poste à Yoann Sover et devient présentateur sur Télétoon. Il y anime notamment Zygokado, une sorte de Qui veut gagner des millions ? pour enfants ou, en décembre, l'émission Yparaikanoël avec Maureen Louys. À partir de 2008, il écrit et coprésente l'émission hebdomadaire Yapa + TOON sur la même chaine, avec Marie-Eve Musy.
En 2011, il fait une apparition dans l'émission J'irai loler sur vos tombes no 34 Saison 2, talk-show geek présentée par Mr Poulpe et Davy Mourier disponible sur le site d'Ankama, dans laquelle il fait croire qu'il est le nouveau présentateur de l'émission, virant du même coup les deux précédents animateurs. Il joue alors une caricature d'animateur véreux et imbu de lui-même.